# Louisa Lippmann
Louisa-Christin Lippmann (Herford, 23 de setembro de 1994) é ex-voleibolista indoor e jogadora de vôlei de praia alemã, que no vôlei de praia, foi medalhista de bronze no Campeonato Europeu de 2023 na Áustria.

## Carreira
Na prática desportiva iniciou no atletismo, e em 2007, na categoria Sub-13, disputouas finais dos 60 metros com barreiras, terminando em nono lugar, representando o Distrito de Herford. Em sua juventude ingressou no TG Herford, já na categoria Sub-15, competiu em 2009 nos 4 x 100 metros rasos e também neste praticou o voleibol, mas, foi no Telekom Post SV Bielefeld que realmente teve um contato com a modalidade de forma séria.
Ainda em 2010, torna-se atleta do USC Münster, fazendo parte do elenco juvenil competiu na segunda divisão da Bundesliga, região norte, e neste permanece até a temporada 2013-14.Em 2012, foi convocada pela primeira vez para o Campeonato Europeu Sub-20 sediado em Ancara e terminou na quinta posição.Em 2014, transfere-se para o Dresdner SC, sendo campeã nacional em 2015-16 e da Copa da Alemanhã de 2016.   
Em 2014, conquistou pela seleção alemã, título do Montreux Volley Masters e vice-campeã da Liga Europeia sediada nas cidades de Rüsselsheim e Bursa, e pela seleção principal disputou o Mundial da Itália de 2014, terminando na nona posição. Transferiu-se para o SSC Palmberg Schwerin e sagrou-se campeã nacional e vice-campeã da Copa da Alemanha na temporada 2016-17, já na temporada seguinte foi campeã da Supercopa da Alemanhã e bicampeã nacional, além terceiro lugar na Copa da Alemanhã. 
Pela seleção foi vice-campeã da Montreux Volley Masters de 2017.No período de 2018-19, passou atuar no voleibol italiano, pelo Il Bisonte Firenze e finalizou na sétima posição da Liga A Italiana.Na temporada 2019-20, jogou pelo clube chinês do Shanghai Bright Ubest sendo vice-campeã da Liga A Chinesa.Em 2018, representou a seleção no Mundial.
Repatriada pelo SSC Palmberg Schwerin para as competições em 2020 e sagrou-se campeã da Supercopa da Alemanha.Retornando para o Shanghai Bright Ubest no período de 2020-21 e terminou com o terceiro lugar na Liga A Chinesa..No período de 2020-21, transferiu-se para o voleibol russo, onde atuou pelo Lokomotiv Kaliningrado em 2021 e conquistando o título da Superliga Russa e foi vice-campeã da Copa da Rússia.Na temporada 2021-22, defendeu as cores do Savino Del Bene Scandicci, conquistando o título da Challenge Cup de 2021-22.. De 2017 a 2021 foi eleita a jogadora do ano, e em 2022 anunciou sua aposentadoria da seleção..
Com Isabel Schneider iniciou  no circuito alemão de 2020 na etapa de Düsseldorf. Em 2022, esteve nas competições nacionais ao lado de Lea Sophie Kunst.Ainda em 2022, disputou o Campeonato Europeu de Vôlei de Praia em Muniqueao lado de Kira Walkenhorst, finalizaram na décima sétima posição e com Anna-Lena Grüne estreou no Circuito Mundial, no Challenge das Maldivas e com Laura Ludwig disputou o Elite 16 de Cidade do Cabo, quando foram as nonas colocadas.
Em 2023, ao lado de Ludwig, conquistou o título da Continental Cup em Lillesand e foram medalhistas de bronze no Campeonato Europeu em Viena e disputaram o Campeonato Mundial de Voleibol de Praia de 2023.

## Títulos e resultados

### Voleibol indoor
- Superliga A Russa de 2020-21
- Campeonato Alemão de 2017-18
- Campeonato Alemão de 2016-17
- Campeonato Alemão de 2015-16
- Campeonato Chinês de 2019-20
- Campeonato Chinês de 2020-21
- Copa da Alemanha de 2015-16
- Supercopa da Alemanha de 2017-18
- Copa da Rússia de 2020-21
- Copa da Alemanha de 2016-17
- Copa da Alemanha de 2017-18